# Liste de festivals de cinéma en Afrique
1Cette page dresse la liste des festivals de cinéma en Afrique puis des festivals de films d'Afrique et de ses diasporas en dehors du continent africain.
Les principaux festivals de cinéma en Afrique sont le Festival panafricain du cinéma et de la télévision de Ouagadougou (Burkina Faso) et les Journées cinématographiques de Carthage (Tunisie).
Dans les tableaux ci-dessous, la mention « mixte » indique que ces festivals projettent des films de différents formats et genres (longs et courts métrages, fictions et documentaires).

## Afrique du Sud
Par ordre alphabétique de ville
| Nom                                                                             | Nom original / international                                                                                     | Ville                  | Création | Détails                                                                              | Site officiel      | Mois  |
| ------------------------------------------------------------------------------- | --- | ---------------------- | -------- | ------------------------------------------------------------------------------------ | ------------------ | ----- |
| Kasi Vibe Film Festival                                                         | (en) Kasi Vibe Film Festival (KVFF)                                                                              | Alberton (Gauteng)     | 2017     | Mixte et films d'école, films sud-africains                                          | (en) Site officiel |       |
| Marché et festival international du film du Cap                                 | (en) Cap Town International Filmmarket & Festival (CTIFMF), anciennement The Cape Winelands Film Festival (CWFF) | Le Cap                 | 2007     | Mixte, international, en attente de réouverture                                      | (en) Site officiel |       |
| Festival international du film d'animation du Cap                               | (en) Cape Town International Animation Festival                                                                  | Le Cap                 | 2021     | Films d'animation                                                                    | (en) Site officiel | 04    |
| SA Eco Film Festival                                                            | (en) SA Eco Film Festival                                                                                        | Le Cap                 | 2016     | Mixte, documentaires sur l'écologie et l'environnement (N'a pas eu lieu depuis 2018) | (en) Site officiel |       |
| International Tourism Film Festival Africa                                      | (en) ITFFA | Le Cap                 | 2017     | Mixte, films sur le tourisme et l'industrie du voyage                                | (en) Site officiel | 06    |
| South African HorrorFest                                                        | (en) South African HorrorFest                                                                                    | Le Cap                 | 2004     | Mixte, international, films d'horreur                                                | (en) Site officiel | 10-11 |
| One People International Film Festival                                          | (en) One People International Film Festival (OPIFF)                                                              | Le Cap                 | 2023     | Mixte, international, diversité et minorités                                         | (en) Site officiel |       |
| Celludroid Sci-Fi Film Festival                                                 | (en) Celludroid                                                                                                  | Le Cap                 | 2018     | Mixte, international, science-fiction et animation                                   | (en) Site officiel | 08-09 |
| Festival du film gay et lesbien sud-africain Out In Africa ou « Out In Africa » | (en) Out In Africa South African Gay and Lesbian Film Festival                                                   | Le Cap et Johannesburg | 1994     | Films LGBT (N'a pas eu lieu depuis 2014)                                             | (en) Site officiel |       |
| Festival international du film documentaire Rencontres sud-africaines           | (en) Encounters South African International Documentary Festival                                                 | Le Cap                 | 1999     | Premier festival de films documentaires d'Afrique – Prix principal : Prix du public  | (en) Site officiel | 06    |
| Festival international du film du Cap Squad                                     | (en) Cape Town Squad International Film Festival                                                                 | Le Cap                 | 2022     | En 2023 courts métrages seulement.                                                   | (en) Site officiel | 09    |
| Ekurhuleni Festival international du film Ekurhuleni                            | (en) Ekurhuleni International Film Festival                                                                      | Le Cap                 | 2018     | Cinéma et audiovisuel sud-africain                                                   | (en) Site officiel | 11-12 |
| Festival sud-africain du cinéma indépendant                                     | (en) SA Indie Film Fest                                                                                          | Le Cap                 | 2018     | Cinéma indépendant                                                                   | (en) Site officiel | 11    |
| RapidLion - The South African International Film Festival                       | (en) RapidLion                                                                                                   | Le Cap                 | 2015     | Accent spécial sur les films des pays des BRICS (N'a pas eu lieu depuis 2023)        | (en) Site officiel | 08    |
| Sound On Screen Film Festival                                                   | (en) Sound On Screen                                                                                             | Le Cap                 | 2018     | Mixte, international, films musicaux                                                 | (en) Site officiel | 03-04 |
| Atlantic Film Festival                                                          | (en) Africa Festival Tour                                                                                        | Le Cap                 | 2018     | Mixte, festival itinérant                                                            | (en) Site officiel |       |
| Moonlight Movie Night                                                           | (en) Moonlight Movie Night                                                                                       | Centurion              | 2018     | Soirée mensuelle, cinéma indépendant                                                 | (en) Site officiel | 05-06 |
| Kleinkaap Short Film Festival                                                   | (en) KSFF | Centurion              | 2018     | courts métrages internationaux                                                       | (en) Site officiel |       |
| Festival international du film de Durban                                        | (en) Durban International Film Festival (DIFF)                                                                   | Durban                 | 1979     | Le plus ancien et le plus important festival d'Afrique du Sud                        | (en) Site officiel | 07    |
| Music Imbizo Film Festival                                                      | (en) Music Imbizo Film Festival                                                                                  | Durban                 | 2012     | Mixte, international, films musicaux                                                 | (en) Site officiel | 08    |
| Festival du film d'East London                                                  | (en) East London Film Festival                                                                                   | East London            | 2023     | Mixte, international, cinéma indépendant                                             | (en) Site officiel | 11    |
| Garden Route International Film Festival                                        | (en) GRIFF | Garden Route           | 2019     | Mixte, international (N'a pas eu lieu depuis 2023)                                   | (en) Site officiel |       |
| Joburg Film Festival                                                            | (en) Joburg Film Festival                                                                                        | Johannesburg           | 2018     | Mixte, africain et international                                                     | (en) Site officiel | 02-03 |
| Reel to Reality Festival                                                        | (en) Reel to Reality Festival                                                                                    | Johannesburg           | 2021     | Mixte, Afrique et diaspora                                                           | (en) Site officiel | 05-06 |
| Festival sud-africain des films sur le changement climatique                    | (en) Southern African Climate Change Film Festival (SACCFF)                                                      | Johannesburg           | 2023     | Documentaires sur le climat et l'environnement                                       | (en) Site officiel |       |
| G-African Film Festival                                                         | (en) G-African Film Festival                                                                                     | Johannesburg           | 2023     | Mixte, films africains                                                               | (en) Site officiel |       |
| Mzansi Women’s Film Festival                                                    | (en) Mzansi Women’s Film Festival (MWFF)                                                                         | Johannesburg           | 2014     | Mixte, films de femmes (N'a pas eu lieu depuis 2020)                                 | (en) Site officiel |       |
| Constitution Hill Human Rights Festival                                         | (en) anciennement Tricontinental Human Rights Film Festival                                                      | Johannesburg           | 2019     | Mixte, droits humains et démocratie                                                  | (en) Site officiel | 03    |
| Africa Rising International Film Festival                                       | (en) Africa Rising International Film Festival (ARIFF)                                                           | Johannesburg           | 2018     | Mixte, panAfricain                                                                   | (en) Site officiel | 12    |
| Joburg Underground Film Festival                                                | (en) anciennement SA Underground Film Festival                                                                   | Johannesburg           | 2021     | Courts métrages expérimentaux                                                        | (en) Site officiel | 08    |
| Northern Cape Film Week                                                         | (en) Northern Cape Film & Market Festival                                                                        | Kimberley              | 2003     | Mixte. Ateliers                                                                      | (en) Site officiel | 04    |
| Festival du film d'Aluta                                                        | (en) Aluta Film Festival                                                                                         | Kimberley              | 2003     | Mixte. Cinéma et audiovisuel noir-africains.                                         | (en) Site officiel |       |
| Ugu International Film Festival                                                 | (en) Ugu International Film Festival                                                                             | Kokstad                | 2013     | Films de genre                                                                       | (en) Site officiel | 09    |
| Mpumalanga International Film Festival                                          | (en) Mpumalanga International Film Festival (MIFF)                                                               | Mbombela               | 2019     | Mixte, africain et international, cinéma indépendant                                 | (en) Site officiel | 08    |
| Festival international du court métrage de Melkbos                              | (en) Melkbos Short Film Fest                                                                                     | Melkbosstrand          | 2020     | Courts métrages internationaux (N'a pas eu lieu depuis 2020)                         | (en) Site officiel |       |
| Festival de films LGBT de Pietermaritzburg                                      | (en) Pietermaritzburg Gays & Lesbian Film Festival                                                               | Pietermaritzburg       | 2021     | Films LGBT+ (N'a pas eu lieu depuis 2023)                                            | (en) Site officiel |       |
| uMgungundlovu Film Festival                                                     | (en) uMgungundlovu Film Festival                                                                                 | Pietermaritzburg       | 2018     | Femmes et jeunesse                                                                   | (en) Site officiel | 11    |
| Lavuth’ iBhayi Film Festival                                                    | (en) The Bay is On Fire                                                                                          | Port Elizabeth         | 2023     | Courts métrages sud-africains                                                        | (en) Site officiel |       |
| Festival du film de Pretoria                                                    | (en) Pretoria Film Festival                                                                                      | Pretoria               | 2023     | Mixte, international                                                                 | (en) Site officiel | 07    |
| Africa Human Rights Film Festival                                               | (en) Africa Human Rights Film Festival (AHRFF)                                                                   | Randburg               | 2018     | Droits humains et changement climatique                                              | (en) Site officiel | 10    |
| Blood Moon Horror Film Festival                                                 | (en) Blood Moon Horror Fest                                                                                      | Randburg               | 2023     | Films d'horreur                                                                      | (en) Site officiel |       |
| Festival du film des grands espaces                                             | (en) Great Outdoors Film Festival                                                                                | Salt Rock              | 2023     | Courts métrages durant le Drakensberg Trail Festival (N'a pas eu lieu en 2024)       | (en) Site officiel |       |
| Festival du film de Sandton                                                     | (en) Sandton Film Festival                                                                                       | Sandton                | 2018     | Mixte,                                                                               | (en) Site officiel | 11    |
| Jozi Film Festival                                                              | (en) Jozi Film Festival                                                                                          | Sandton                | 2012     | Mixte, international, cinéma indépendant                                             | (en) Site officiel |       |
| Our City Film Project                                                           | (en) Our City Film Project                                                                                       | Sandton                | 2017     | courts métrages africains (N'a pas eu lieu depuis 2019)                              | (en) Site officiel |       |
| Festival du film de Thokoza                                                     | (en) Thokoza Film Festival                                                                                       | Thokoza (Gauteng)      | 2021     | Mixte et films d'école, sud-africain et international                                | (en) Site officiel |       |
| Festival FUPiTOONS                                                              | (en) FUPiTOONS Festival                                                                                          | Différents pays        | 2018     | Courts métrages d'animation (N'a pas eu lieu depuis 2021)                            | (en) Site officiel |       |

## Algérie
Par ordre alphabétique de ville
| Nom                                                               | Nom original / international                                                                                | Ville    | Création | Détails | Site officiel      | Mois  |
| ----------------------------------------------------------------- | --- | -------- | -------- | --- | ------------------ | ----- |
| Festival du film engagé d'Alger                                   | FICA | Alger    | 2010     | Mixte. International |                    |       |
| Festival international du cinéma d’Alger                          | FICA | Alger    | 2011     | Mixte. International | (en) Site officiel |       |
| Journées d'Annaba du court métrage                                | (en) Imedghassen Film Festival (IFF)                                                                        | Annaba   | 2007     | Courts métrages |                    | 04    |
| Festival du film méditerranéen d'Annaba                           | (en) Annaba Mediterranean Film Festival (AMFF)                                                              | Annaba   | 1986     | Cinéma méditérannéen. Retour en 2023 après quatre ans d'arrêt | (en) Site officiel | 04    |
| Festival international du film Imedghassen                        | (en) Imedghassen Film Festival (IFF)                                                                        | Batna    | 2019     | Mixte. International | (en) Site officiel | 05    |
| Rencontres Cinématographiques de Bejaia                           | RCB | Bejaia   | 2005     | Mixte. International, cinéma d'auteur | (en) Site officiel | 09    |
| Festival international du film arabe d'Oran                       | (ar) المهرجان الدولي للفيلم العربي (en) International Arab Film Festival (fr) Festival d’Oran du Film arabe | Oran     | 1976     | Cinéma arabe. Reprend en 2024 après s'être arrêté depuis 2018. |                    | 10    |
| Festival international du film documentaire Sidi M'hamed Benaouda | | Relizane | 2019     | longs et courts métrages documentaires |                    | 11    |
| Festival international du film du Sahara ou « FiSahara »          | (en) Sahara International Film Festival                                                                     | Sahara   | 2003     | Le seul festival du monde à se dérouler dans un camp de réfugiés (le camp sahraoui du Sud-ouest de l'Algérie ( République arabe sahraouie démocratique) – Prix principal : Chameau blanc | (en) Site officiel | 04-05 |
| Festival national de la littérature et du cinéma féminins         | | Saïda    | 2017     | Films de femmes |                    | 05    |
| Journées Internationales du court métrage de Sétif                | | Sétif    | 2020     | courts métrages, prix principal : l’Épis d’or | Site officiel      |       |

## Angola
| Nom                                                 | Nom original / international                                      | Ville  | Création | Détails                                  | Site officiel      | Mois |
| --------------------------------------------------- | ----------------------------------------------------------------- | ------ | -------- | ---------------------------------------- | ------------------ | ---- |
| Festival international de courts métrages de Kianda | (pt) Festival Internacional de Curta Metragem (FESC-Kianda)       | Kianda | 2019     | Courts métrages                          | (pt) Site officiel | 01   |
| Viana Cinefest                                      | (en) Viana Cinefest                                               | Viana  | 2020     | Cinéma en plein air                      | (pt) Site officiel | 07   |
| Festival panafricain du film de Luanda              | (en) Luanda International Pan-African Film Festival (LUANDA PAFF) | Luanda | 2020     | Mixte. Films africains et de la diaspora | (pt) Site officiel | 11   |
| Festival international du film d'Angola             | (en) Angola International Film Festival                           | Luanda | 2023     | Mixte. Films angolais et internationaux  | (pt) Site officiel |      |

## Bénin
| Nom                                                                         | Nom original / international | Ville      | Création | Détails                                  | Site officiel | Mois  |
| --------------------------------------------------------------------------- | ---------------------------- | ---------- | -------- | ---------------------------------------- | ------------- | ----- |
| Festival international de films, de documentaires et de télévision du Bénin | Lagunimages                  | Cotonou    | 2000     | Mixte                                    | Site officiel |       |
| Festival international du film de Ouidah                                    | Quintessence                 | Ouidah     | 2003     | Mixte. Festival International            | Site officiel |       |
| Festival international des films de femmes de Cotonou                       | FIFFC                        | Cotonou    | 2019     | Valorise les femmes cinéastes africaines | Site officiel | 02    |
| Festival International du Court-Métrage des Ecoles de Cinéma                |                              | Cotonou    | 2017     | Festival de l'Isma-Bénin                 | Site officiel |       |
| Rencontres de Belles Images @fricaines de Parakou                           | ReBI@P                       | Parakou    | 2012     | Mixte. Films africains                   | Site officiel |       |
| Ciné 229 Awards                                                             |                              | Cotonou    | 2017     | Mixte. Films béninois                    | Site officiel | 12    |
| Festival International du Cinéma Numérique de Cotonou                       | FICNC                        | Cotonou    | 2010     | Biennal. Mixte. Films issus du numérique | Site officiel | 12    |
| Rencontres cinématographiques et numériques de Cotonou                      | ReCiCo                       | Cotonou    | 2011     | Mixte. Films africains                   | Site officiel | 10    |
| Festival international du film documentaire de Porto- Novo                  | FIFDOPO                      | Porto-Novo | 2022     | Documentaires                            | Site officiel | 07-08 |

## Botswana
| Nom                          | Nom original / international | Ville    | Création | Détails                                                  | Site officiel      | Mois |
| ---------------------------- | ---------------------------- | -------- | -------- | -------------------------------------------------------- | ------------------ | ---- |
| Festival du film du Botswana | (en) Botswana Film Festival  | Gaborone |          |                                                          | (en) Site officiel |      |
| Dissident Film Festival      | (en) Dissident Film Festival | Maun     | 2016     | Courts métrages internationaux                           | (en) Site officiel |      |
| Festival du film bantou      | (en) Bantu Film Festival     | Gaborone | 2022     | Films d'école du Botswana et films de l'Afrique australe | (en) Site officiel | 10   |

## Burkina Faso
| Nom                                                               | Nom original / international   | Ville          | Création | Détails                                                                                                   | Site officiel | Mois  |
| ----------------------------------------------------------------- | ------------------------------ | -------------- | -------- | --- | ------------- | ----- |
| Festival panafricain du cinéma et de la télévision de Ouagadougou | FESPACO                        | Ouagadougou    | 1969     | Mixte. Le plus important festival de cinéma d'Afrique subsaharienne – Prix principal : Étalon de Yennenga | Site officiel | 02-03 |
| Festival Ciné-Droit-Libre                                         |                                | Ouagadougou    | 2004     | Mixte. Films engagés pour les droits de l’Homme et la liberté d’expression                                | Site officiel | 12    |
| Festival des Identités Culturelles (FESTIC)                       |                                | Ouagadougou    | 2018     | Mixte. Promotion des films qui font découvrir des expressions culturelles                                 | Site officiel | 05    |
| Koudougou Doc                                                     |                                | Koudougou      | 2019     | Documentaires d'auteurs du Burkina, du continent et du monde                                              | Site officiel | 04    |
| Journées Cinématographiques de la Femme Africaine de l’image      | JCFA                           | Ouagadougou    | 2010     | Films de femmes, en alternance avec le Fespaco                                                            |               | 03    |
| Festival International du court métrage de Ouagadougou            | Ouaga Côté Court               | Ouagadougou    | 2022     | Courts métrages                                                                                           | Site officiel | 11    |
| Rencontres cinématographiques de Sya                              | RECIS                          | Bobo-Dioulasso | 2022     | Mixte | Site officiel | 12    |
| Rencontres de créations audiovisuelles                            | Kuila, cinéma au village (RCA) | Ziniaré        | 2023     | Mixte. Ateliers et projections de films burkinabès                                                        | Site officiel | 03    |

## Burundi
| Nom                                                             | Nom original / international | Ville     | Création | Détails | Site officiel | Mois |
| --------------------------------------------------------------- | ---------------------------- | --------- | -------- | ------- | ------------- | ---- |
| Festival International du Cinéma et de l’Audiovisuel du Burundi | FESTICAB                     | Bujumbura | 2009     | Mixte.  | Site officiel | 12   |
| Impakt Film Festival                                            | IFF                          | Bujumbura | 2023     | Mixte.  | Site officiel | 09   |

## Cameroun
Par ordre alphabétique de ville
| Nom                                                            | Nom original / international                  | Ville      | Création | Détails | Site officiel | Mois |
| -------------------------------------------------------------- | --------------------------------------------- | ---------- | -------- | --- | ------------- | ---- |
| Festival International de Cinéma Indépendant de Bafoussam      | FICIB                                         | Bafoussam  | 2009     | Projections gratuites de films camerounais et internationaux. (N'a pas eu lieu depuis 2021)                  | Site officiel |      |
| Festival du court métrage ArtCity                              | ArtCity Short Film Festival                   | Buea       | 2014     | Courts métrages. Cameroun anglophone                                                                         | Site officiel |      |
| Festival Panafricain de Série de Douala                        | Douala Série                                  | Douala     | 2022     | Festival de séries africaines                                                                                | Site officiel | 11   |
| Rencontres Audiovisuelles de Douala                            | RADO, ancien FESTEL                           | Douala     | 2010     | Mixte. Films africains. Relance en 2024.                                                                     |               | 09   |
| Festival éducatif Komane                                       |                                               | Dschang    | 2015     | Mixte. Films camerounais et internationaux                                                                   | Site officiel | 02   |
| CineSah Festival                                               | Festival de Cinéma du Sahel                   | Garoua     | 2015     | Biennal. | Site officiel | 11   |
| Festival international sahélien du film                        | FISFI                                         | Maroua     | 2010     | Pérennisation du potentiel culturel et touristique de la partie septentrionale du Cameroun                   | Site officiel |      |
| Melong movie show                                              | Melong movie show (MMS)                       | Melong     | 2017     | Mixte. Festival touristique et culturel (N'a pas eu lieu depuis 2022.)                                       | Site officiel |      |
| Festival international du film mixte                           |                                               | Ngaoundéré | 2009     | Mixte. Films camerounais et internationaux, soutien à la diversité culturelle (N'a pas eu lieu depuis 2019). |               |      |
| First Short- Festival panafricain de films école de Yaoundé    | First Short                                   | Yaoundé    | 2014     | Films d'école camerounais et internationaux                                                                  | Site officiel | 04   |
| Semaine internationale du premier film                         | Yarha                                         | Yaoundé    | 2014     | Premiers films                                                                                               | Site officiel | 01   |
| Rencontres internationales de films courts de Yaoundé          | Yaoundé Tout Court, RIFIC                     | Yaoundé    | 2004     | Courts métrages                                                                                              |               |      |
| Festival international du film de quartier (L’œil du kwatt)    | L’œil du kwatt                                | Yaoundé    | 2016     | Dans les zones rurales et quartiers populaires                                                               | Site officiel |      |
| Festival international du film de l'Afrique Centrale           | FestiCiné                                     | Yaoundé    | 2016     | Courts métrages                                                                                              | Site officiel | 10   |
| Festival international du film d’humour et des images comiques | FESTICO                                       | Yaoundé    | 2012     | Films comiques. Organisé durant la Semaine internationale du rire et du bonheur                              | Site officiel |      |
| Journées du jeune cinéaste camerounais                         |                                               | Yaoundé    | 2018     | Mixte. Promotion du cinéma camerounais                                                                       | Site officiel |      |
| Festival du cinéma d'animation africain de Douala              | African Cinema Animation (CANIMAF)            | Yaoundé    | 2020     | Films d'animation africains                                                                                  | Site officiel | 10   |
| Écrans noirs                                                   |                                               | Yaoundé    | 1997     | Mixte. Films africains                                                                                       | Site officiel | 10   |
| Festival international de Films de Femmes                      | Mis Me Binga (les yeux des femmes)            | Yaoundé    | 2010     | Films de femmes (N'a pas eu lieu depuis 2018).                                                               | Site officiel |      |
| Festival international du film du Cameroun                     | Cameroun International Film Festival (CAMIFF) | Yaoundé    | 2016     | Mixte. Films camerounais et internationaux. Cameroun anglophone                                              | Site officiel | 10   |
| Ciné-club N'kah                                                | N'kah signifie lumière en langue nguemba      | Yaoundé    | 2011     | Evénement irrégulier avec des personnalités                                                                  | Site officiel | 05   |

## Cap-Vert
| Nom                                        | Nom original / international                                                | Ville      | Création | Détails                            | Site officiel      | Mois |
| ------------------------------------------ | --------------------------------------------------------------------------- | ---------- | -------- | ---------------------------------- | ------------------ | ---- |
| Festival international du film du Cap Vert | (en) Cabo Verde International Film Festival (CVIFF)                         | île de Sal | 2010     | Courts métrages                    | (en) Site officiel |      |
| Plateau-Festival international de Praia    | (pt) Festival Internacional de Cinema da Praia (Plateau)                    | Praia      | 2013     | Cinéma national, régional et PALOP | (pt) Site officiel |      |
| Festival Oiá                               | (pt) Festival Nacional de Cinema e Audiovisual de Cabo Verde (Festival Oiá) | Mindelo    | 2013     | Cinéma national, régional et PALOP | (pt) Site officiel | 04   |

## Comores
| Nom                                        | Nom original / international                    | Ville  | Création | Détails                                            | Site officiel | Mois |
| ------------------------------------------ | ----------------------------------------------- | ------ | -------- | -------------------------------------------------- | ------------- | ---- |
| Festival international du film des Comores | (en) Comoros International Film Festival (CIFF) | Moroni | 2012     | Projections en plein air                           | Site officiel |      |
| Festival du cinéma comorien                |                                                 | Moroni | 2023     | Organisé par l'Union des cinéastes des Comores UCC |               |      |

## Côte d'Ivoire
| Nom                                                       | Nom original / international  | Ville      | Création | Détails                                                                    | Site officiel | Mois |
| --------------------------------------------------------- | ----------------------------- | ---------- | -------- | -------------------------------------------------------------------------- | ------------- | ---- |
| Festival international du film des lagunes                | (fr) FESTILAG                 | Abidjan    | 2012     | Mixte. Festival international. Projections dans les quartiers populaires   | Site officiel |      |
| Festival Clap Ivoire                                      | (fr) Clap Ivoire              | Abidjan    | 2001     | Concours de courts métrages des jeunes réalisateurs des pays de l'UEMOA    | Site officiel |      |
| Cine Droit Libre Abidjan                                  | (fr) Cine Droit Libre Abidjan | Abidjan    | 2008     | Mixte. Films engagés pour les droits de l’Homme et la liberté d’expression | Site officiel |      |
| Festival du film d'animation d'Abidjan                    | FFAA                          | Abidjan    | 2018     | Films d'animation                                                          | Site officiel | 04   |
| Nuit ivoirienne du septième art et de l'audiovisuel       | (fr) NISA                     | Abidjan    | 2020     | Mixte. Films de cinéma et télévision ivoiriens                             | Site officiel |      |
| Festival international du film documentaire de Porto-Novo | (fr) FIFDOPO                  | Porto-Novo | 2022     | Documentaires internationaux                                               | Site officiel | 07   |

## Djibouti
| Nom                      | Nom original / international | Ville    | Création | Détails                                                               | Site officiel | Mois |
| ------------------------ | ---------------------------- | -------- | -------- | --------------------------------------------------------------------- | ------------- | ---- |
| Djibouti fait son cinéma |                              | Djibouti | 2014     | Court métrages francophones. Annuel à l'Institut français de Djibouti |               |      |

## Égypte
Par ordre alphabétique de ville
| Nom                                                                      | Nom original / international                                                       | Ville           | Création | Détails                                         | Site officiel      | Mois  |
| ------------------------------------------------------------------------ | ---------------------------------------------------------------------------------- | --------------- | -------- | ----------------------------------------------- | ------------------ | ----- |
| Festival du film méditerranéen d'Alexandrie                              | (en) Alexandria Mediterranean Film Festival (AMFF)                                 | Alexandrie      | 1994     | Films de la Méditerranée                        | (ar) Site officiel | 10    |
| Festival du court métrage d'Alexandrie                                   | (en) Alexandria short film festival                                                | Alexandrie      | 2013     | Courts métrages internationaux                  | (en) Site officiel | 04    |
| Festival international du film des femmes d’Assouan                      | (en) Aswan International Women's Film Festival                                     | Assouan         | 2017     | Mixte. International. Cinéma des femmes         | (en) Site officiel |       |
| Festival international du film du Caire                                  | (ar) مهرجان القاهرة السينمائي الدولي (en) Cairo International Film Festival (CIFF) | Le Caire        | 1920     | Mixte. International                            | (en) Site officiel | 11    |
| Festival francophone du film du Caire                                    | (en) Cairo Francophone Film Festival (CFFF)                                        | Le Caire        | 2020     | Cinéma francophone                              | (en) Site officiel | 11    |
| Festival international du court métrage du Caire                         | (en) Cairo International Short Film Festival (CFFF)                                | Le Caire        | 2018     | Courts métrages internationaux                  | (en) Site officiel | 12    |
| Cairo Animation Forum                                                    | (en) Cairo Animation Forum                                                         | Le Caire        | 2010     | Cinéma d'animation                              | (en) Site officiel |       |
| Retro Avant Garde Film Festival                                          | (en) Retro Avant Garde Film Festival (RACFF)                                       | Le Caire        | 2020     | Mixte. International                            | (en) Site officiel | 09    |
| Animatex                                                                 |                                                                                    | Le Caire        | 2019     | Cinéma d'animation                              | (en) Site officiel |       |
| Festival de vidéo du Caire                                               | (en) Cairo Video Festival                                                          | Le Caire        | 2010     | Art-vidéo et cinéma experimental                | (en) Site officiel |       |
| Festival du film d'El Gouna                                              | (en) El Gouna Film Festival                                                        | El Gouna        | 2017     | Mixte. International                            | (en) Site officiel | 10-11 |
| Festival du film de jeunesse de Hurghada                                 | (en) Hurghada Youth Film Festival                                                  | Hurghada        | 2023     | Films égyptiens sur la jeunesse                 | (en) Site officiel | 09    |
| Festival international de documentaires et de courts métrages d'Ismailia | (en) Ismailia International Festival For Documentary & Short Films (CFFF)          | Ismailia        | 1991     | Documentaires et courts métrages internationaux | (en) Site officiel | 05    |
| Festival du Film Africain de Louxor                                      | (ar) مهرجان الأقصر للسينما الأفريقية (en) Luxor African Film Festival (LAFF)       | Louxor          | 2010     | Mixte. Films africains                          | (en) Site officiel | 02    |
| Festival du cinéma arabe                                                 | (ar) مؤسسة إبداع الثقافة و الفنون (en) Arabian Film Festival                       | Sharm El Sheikh | 1923     |                                                 | (en) Site officiel |       |
| Festival du film de Sharm El Sheikh                                      | (en) Sharm El Sheikh Film Festival (SAFF)                                          | Sharm El Sheikh | 2019     | Mixte. International                            | (en) Site officiel |       |

## Érythrée
| Nom                                             | Nom original / international     | Ville  | Création | Détails                                          | Site officiel | Mois |
| ----------------------------------------------- | -------------------------------- | ------ | -------- | ------------------------------------------------ | ------------- | ---- |
| Festival du film de l'Union européenne d'Asmara | (en) Eurofilm Festival in Asmara | Asmara | 2004     | Organisé par la délégation de l'Union européenne |               |      |

## Eswatini
| Nom                                                | Nom original / international              | Ville   | Création | Détails                                                      | Site officiel      | Mois |
| -------------------------------------------------- | ----------------------------------------- | ------- | -------- | ------------------------------------------------------------ | ------------------ | ---- |
| Festival du film de l'Union européenne en Eswatini | (en) European Film Festival in Eswatini   | Mbabane | 2014     | Extension du European Film Festival South Africa en Eswatini | (en) Site officiel |      |
| Festival international du film d'Eswatini          | (en) Eswatini International Film Festival | Mbabane | 2023     |                                                              | (en) Site officiel |      |

## Éthiopie
| Nom                                          | Nom original / international                          | Ville       | Création | Détails                                                     | Site officiel | Mois |
| -------------------------------------------- | ----------------------------------------------------- | ----------- | -------- | ----------------------------------------------------------- | ------------- | ---- |
| Festival international du film d'Ethiopie    | Ethiopian International Film Festival (en) (ETHIOIFF) | Addis-Abeba | 2005     | Mixte. Plus de 100 films éthiopiens et africains            | Site officiel |      |
| Festival international du film d'Addis-Abeba | Addis International Film Festival (en) (AIFF)         | Addis-Abeba | 2007     | Documentaires et courts métrages sur les questions sociales | Site officiel | 05   |

## Gabon
| Nom                                                    | Nom original / international | Ville       | Création | Détails                        | Site officiel | Mois |
| ------------------------------------------------------ | ---------------------------- | ----------- | -------- | ------------------------------ | ------------- | ---- |
| Festival du Film de Masuku                             |                              | Franceville | 2013     | Nature & environnement         | Site officiel | 12   |
| Festival international des courts des écoles de cinéma | FICMEC                       | Libreville  | 2011     | Courts métrages d'école        | Site officiel | 05   |
| Les Escales Documentaires de Libreville                |                              | Libreville  | 2005     | Dernière édition en 2017       | Site officiel |      |
| Festival International Cinéma et Liberté de Libreville |                              | Libreville  | 2024     | nombreux ateliers de formation | Site officiel |      |

## Gambie
| Nom                                     | Nom original / international                        | Ville  | Création | Détails                               | Site officiel      | Mois |
| --------------------------------------- | --------------------------------------------------- | ------ | -------- | ------------------------------------- | ------------------ | ---- |
| Khoros Short Film Festival              | Khoros Short Film Festival                          | Banjul | 2022     | Courts métrages africains et français | (en) Site officiel |      |
| Cinekambiya International Film Festival | Cinekambiya International Film Festival (en) (CIFF) | Banjul | 2015     | Mixte. Festival international         | (en) Site officiel | 12   |

## Ghana
| Nom                                    | Nom original / international                        | Ville | Création | Détails                                  | Site officiel      | Mois |
| -------------------------------------- | --------------------------------------------------- | ----- | -------- | ---------------------------------------- | ------------------ | ---- |
| Black Star International Film Festival | Black Star International Film Festival (en) (BSIFF) | Accra | 2016     | Mixte. Films africains et de la diaspora | (en) Site officiel |      |
| Festival of Films, Africa              | Festival of Films, Africa (FOFA)                    | Accra | 2012     | Films africains                          | (en) Site officiel |      |

## Guinée
| Nom                                                 | Nom original / international | Ville   | Création | Détails | Site officiel      | Mois |
| --------------------------------------------------- | ---------------------------- | ------- | -------- | --- | ------------------ | ---- |
| Festival de la Création Cinématographique de Guinée | FECCIG                       | Coyah   | 2014     | A pris la suite du Festival des Premiers Films de l'Institut Supérieur des Arts de Guinée en 2016. Films africains et diaspora | (en) Site officiel |      |
| Festival du film sur l'environnement de Conakry     | FIFEC                        | Conakry | 2016     | Films sur l'environnement, jusqu'en 2020                                                                                       | (en) Site officiel |      |
| Semaine du cinéma guinéen                           | Les 7jrs DU 7e art           | Conakry | 2018     | Mixte. En plein air. Cinéma international et guinéen                                                                           | (en) Site officiel |      |

## Guinée-Bissau
| Nom                                     | Nom original / international   | Ville  | Création | Détails                                 | Site officiel      | Mois |
| --------------------------------------- | ------------------------------ | ------ | -------- | --------------------------------------- | ------------------ | ---- |
| Rencontres cinématographiques de Bissau | (en) Bissau Film Meeting (BFM) | Malabo | 2021     | Films bissau-guinéens et internationaux | (pt) Site officiel |      |

## Guinée équatoriale
| Nom                                                      | Nom original / international                                 | Ville          | Création | Détails                                                                        | Site officiel      | Mois  |
| -------------------------------------------------------- | ------------------------------------------------------------ | -------------- | -------- | ------------------------------------------------------------------------------ | ------------------ | ----- |
| Festival international de musique et de cinéma de Malabo | (en) Malabo International Music & Film Festival (EUFF)       | Malabo         | 2022     | Mixte                                                                          | (en) Site officiel | 04-05 |
| Festival national du cinéma de Guinée équatoriale        | (es) Festival Nacional de Cine de Guinea Ecuatorial (FENACI) | Malabo         | 2022     | Anciennement Festival de Cine Itinerante Sur-Sur de Guinea Ecuatorial (FECIGE) |                    |       |
| festival NollywoodWeek                                   | (es) Festival de Cine NollywoodWeek                          | Bata, Djibloho | 2023     | Reprise du festival parisien NollywoodWeek                                     |                    | 05    |

## Kenya
Par ordre alphabétique de ville
| Nom                                                           | Nom original / international                                          | Ville    | Création | Détails                                                             | Site officiel | Mois  |  |
| ------------------------------------------------------------- | --------------------------------------------------------------------- | -------- | -------- | ------------------------------------------------------------------- | ------------- | ----- |  |
| Festival du film d'Eldoret                                    | (en) Eldoret Film Festival                                            | Eldoret  | 2018     | Mixte. Films kényans                                                | Site officiel | 04    |  |
| Festival du film africain                                     | (en) African Film Festival (KIFF)                                     | Kisumu   | 2018     | Fictions africaines et de la diaspora                               | Site officiel |       |  |
| Festival international du film en swahili                     | (en) Swahili International Film Festival & Awards (Siff Awards)       | Mombasa  | 2021     | Films en swahili                                                    | Site officiel |       |  |
| Marché international du cinéma et de la télévision de Kalasha | Kalasha International TV and Film Market (en)                         | Nairobi  | 2015     | Marché regroupant les professionnels du cinéma.                     | Site officiel | 03    |  |
| Lola Kenya Screen film festival                               | Lola Kenya Children's Screen (en)                                     | Nairobi  | 2005     | Films impliquant les enfants                                        | Site officiel |       |  |
| Festival international du film Out of Africa                  | (en) Out of Africa International Film Festival (OOAIFF)               | Nairobi  | 2004     | Mixte. Films kényans et internationaux                              | Site officiel | 04    |  |
| Festival du film de bidonvilles                               | (en) Slum Film Festival                                               | Nairobi  | 2011     | Mixte. Histoires de bidonvilles                                     | Site officiel |       |  |
| Festival international du cinéma des femmes Udada             | (en) Udada International Women’s Film festival                        | Nairobi  | 2014     | Films de femmes                                                     | Site officiel |       |  |
| Grand Festival international du cinéma et du théâtre          | (en) Grand International Film and Theatre festival                    | Nairobi  | 2015     | Cinéma et théâtre                                                   | Site officiel | 07-08 |  |
| FilmAid Kenya Film Festival                                   | (en) FilmAid Kenya Film Festival                                      | Nairobi  | 2007     | Thématiques santé, droit et environnement                           | Site officiel |       |  |
| Festival international des droits de l'homme                  | (en) Under Our Skin Festival - International Festival on Human Rights | Nairobi  | 2020     | Droits humains                                                      | Site officiel | 11    |  |
| Lake International PanAfrican Film Festival                   | (en) Lake International PanAfrican Film Festival                      | Nairobi  | 2016     | Mixte. Films en langues africaines                                  | Site officiel |       |  |
| Festival international kenyan du film sportif                 | (en) Kenya International Sports Film Festival (KISFF)                 | Nairobi  | 2015     | Mixte. Films sportifs                                               | Site officiel | 10    |  |
| NBO Film Festival                                             | (en) NBO Film Festival                                                | Nairobi  | 2021     | Courts métrages kényans                                             | Site officiel | 10    |  |
| Manyatta Screenings                                           |                                                                       | Naivasha | 2019     | Soirée de courts métrages d'Afrique de l'Est, en plein air. Biennal | Site officiel |       |  |
| Pridelands Wildlife Film Festival                             | (en) Pridelands Wildlife Film Festival                                | Watamu   | 2021     | Films de patrimoine naturel                                         | Site officiel | 05    |  |

## Lesotho
| Nom                                       | Nom original / international             | Ville  | Création | Détails                 | Site officiel | Mois |
| ----------------------------------------- | ---------------------------------------- | ------ | -------- | ----------------------- | ------------- | ---- |
| Festival international du film du Lesotho | (en) Lesotho International Film Festival | Maseru | 2011     | Mixte. Films du Lesotho | Site officiel |      |

## Liberia
| Nom                            | Nom original / international                | Ville    | Création | Détails                                    | Site officiel      | Mois |
| ------------------------------ | ------------------------------------------- | -------- | -------- | ------------------------------------------ | ------------------ | ---- |
| Journey Home Film Festival     | (en) Journey Home Film Festival             | Monrovia | 2022     | Mixte. Films libérien et africains         | (en) Site officiel | 06   |
| KD International Film Festival | (en) KD International Film Festival (KDIFF) | Monrovia | 2018     | Mixte. Anciennement KD Short Film Festival |                    |      |

## Libye
| Nom                 | Nom original / international | Ville   | Création | Détails                                          | Site officiel      | Mois |
| ------------------- | ---------------------------- | ------- | -------- | ------------------------------------------------ | ------------------ | ---- |
| Erato Film Festival | (en) Erato Film Festival     | Tripoli | 2017     | Films sur les droits de l'homme. Courts métrages | (en) Site officiel |      |

## Madagascar
| Nom                      | Nom original / international             | Ville        | Création | Détails                                           | Site officiel | Mois |
| ------------------------ | ---------------------------------------- | ------------ | -------- | ------------------------------------------------- | ------------- | ---- |
| Rencontres du Film Court | RFC                                      | Antananarivo | 2006     | Courts métrages                                   | Site officiel | 07   |
| Viavy Film Festival      | Festival du film de femmes de Madagascar | Antananarivo | 2024     | Films écrits, produits ou réalisés par des femmes | Site officiel | 03   |

## Malawi
| Nom                                   | Nom original / international | Ville    | Création | Détails         | Site officiel      | Mois |
| ------------------------------------- | ---------------------------- | -------- | -------- | --------------- | ------------------ | ---- |
| Festival du film du Malawi            | (en) Malawi Film Festival    | Lilongwe | 2022     | Mixte.          |                    |      |
| Festival du court métrage de Lilongwe | (en) Lilongwe Shorts         | Lilongwe | 2015     | Courts métrages | (en) Site officiel |      |

## Mali
La situation financière et sécuritaire du pays a interrompu la tenue de la plupart des nombreux festivals maliens. On les trouve cependant ici dans la perspective d'une renaissance.
| Nom                                                         | Nom original / international | Ville         | Création | Détails | Site officiel      | Mois |
| ----------------------------------------------------------- | ---------------------------- | ------------- | -------- | --- | ------------------ | ---- |
| Cinéma Numérique Ambulant Mali                              |                              | Bamako        | 2004     | Cinéma ambulant de l'association malienne du Cinéma numérique ambulant (CNA Mali)                                           | (en) Site officiel |      |
| Ciné Droit Libre Bamako                                     |                              | Bamako        | 2014     | Films sur les droits humainss                                                                                               | (en) Site officiel |      |
| Cinéma du réel, festival international du film documentaire |                              | Bamako        | 1978     | Films documentaires maliens et internationaux                                                                               | (en) Site officiel | 03   |
| Festival du film sur les violences basées sur le genre      |                              | Bamako, Segou | 2019     | Films sur les violences faites aux femmes et aux jeunes filles                                                              |                    |      |
| Semaine nationale du film africain de Bamako                |                              | Bamako        | 2004     | Mixte. Organisé par le Centre National de la Cinématographie du Mali (CNCM)                                                 |                    |      |
| Rencontres cinématographiques de Bamako                     |                              | Bamako        | 2005     | Festival organisé par l'Union des Créateurs et Entrepreneurs du Cinéma de l’Afrique de l’Ouest (UCECAO) de Souleymane Cissé | (en) Site officiel |      |
| Festival International de Nyamina                           |                              | Bamako        | 2003     | Festival initié par Souleymane Cissé                                                                                        | (en) Site officiel |      |
| Ecrans libres de l'Afrique de l'Ouest                       |                              | Bamako        | 2001     | Festival de films africains initié par Cheick Oumar Sissoko                                                                 |                    |      |

## Maurice
| Nom                                                | Nom original / international | Ville      | Création | Détails                                                                    | Site officiel | Mois |
| -------------------------------------------------- | ---------------------------- | ---------- | -------- | -------------------------------------------------------------------------- | ------------- | ---- |
| Festival international du court métrage de Maurice | (fr) Ile Courts              | Port-Louis | 2007     | Courts métrages de l'Océan indien. Itinérant et gratuit                    | Site officiel |      |
| Semaine du cinéma de Maurice                       | (en) Mauritius Cinema Week   | Port-Louis | 2017     | Mixte. Festival d'État                                                     |               |      |
| Phare International Film Festival                  |                              | Port-Louis | 2020     | Mixte. Festival local et international initié par les cinéastes mauriciens | Site officiel | 12   |

## Maroc
Par ordre alphabétique de ville
| Nom                                                             | Nom original / international                                                                  | Ville                                | Création | Détails                                      | Site officiel | Mois  |
| --------------------------------------------------------------- | --------------------------------------------------------------------------------------------- | ------------------------------------ | -------- | -------------------------------------------- | ------------- | ----- |
| Festival International Issni N Ourgh du film amazigh            | (ar) Issni N’ourgh (en) Golden Crown (fr) Couronne d'or (FINIFA)                              | Agadir                               | 2009     | cinéma amazigh                               | Site officiel |       |
| Festival universitaire international Ciné-lettres d'Agadir      | (en) International Student Film Festival (FUICLA)                                             | Agadir                               | 2023     | Films d'école et d'étudiants                 |               |       |
| Festival international du court-métrage du Souss                | (en) SOUSS International Short Film Festival Ait Melloul - Agadir (FIFE)                      | Agadir                               | 2008     | Courts métrages internationaux               | Site officiel |       |
| Festival International de Documentaire                          | (en) Agadir International Documentary Festival (FIDADOC)                                      | Agadir                               | 2008     | Cinéma documentaire international            | Site officiel |       |
| Festival cinéma et migrations d'Agadir                          |                                                                                               | Agadir                               | 2003     | Festival gratuit                             | Site officiel | 11    |
| Festival International du Film d'Al Hoceïma                     |                                                                                               | Al Hoceïma                           | 2020     | Films marocains et internationaux            | Site officiel |       |
| Festival Cèdre Universel du court métrage Azrou/Ifrane          |                                                                                               | Azrou, Ifrane                        | 1999     | Cinéma documentaire international            |               |       |
| Festival Ciné-Ville                                             | (en) Cineville film festival                                                                  | Casablanca                           | 2020     | Mixte. International, thématique de la ville |               |       |
| Festival du film arabe de Casablanca                            | (en) Casablanca Arab Film Festival                                                            | Casablanca                           | 2018     | Mixte. International, cinéma arabe           | Site officiel | 09    |
| Festival international du film de l'Etudiant                    | (en) International Student Film Festival (FIFE)                                               | Casablanca                           | 2023     | Mixte. International, films d'école          | Site officiel |       |
| Festival International Du cinema indépendant Casablanca         | (FICIC)                                                                                       | Casablanca                           | 2021     | Mixte. International, films d'école          | Site officiel | 04    |
| Festival international des films d'environnement de Chefchaouen | (en) International Festival of Environmental Films of Chefchaouen                             | Chefchaouen                          | 2010     | Mixte. International                         | Site officiel | 06    |
| Festival international du film de Dakhla                        |                                                                                               | Dakhla                               | 2012     | Mixte. International                         | Site officiel | 09    |
| Festival international du film de Fès                           | (en) Fes Film Festival                                                                        | Fès                                  | 2020     | Mixte. International                         | Site officiel | 02    |
| Festival du cinéma africain de Khouribga                        | FCAK                                                                                          | Khouribga                            | 1977     | Mixte. Cinéma africain                       | Site officiel | 05    |
| Festival international du film documentaire de Khouribga        | AFIFDOK                                                                                       | Khouribga                            | 2009     | Cinéma documentaire                          | Site officiel |       |
| Festival international du film de Marrakech                     | (ar) المهرجان الدولي للفيلم بمراكش (en) International Film Festival of Marrakech (FIFM)       | Marrakech                            | 2001     | Mixte. International                         | Site officiel | 07    |
| Festival international de cinéma d'animation de Meknès          | FICAM                                                                                         | Meknès                               | 2000     | Cinéma d'animation                           | Site officiel | 05    |
| Festival international de cinéma et mémoire commune             | (en) International Festival of Cinema and Common Memory                                       | Nador                                | 2023     | Documentaires. International                 | Site officiel | 05    |
| Festival de la kasbah du court métrage de Ouarzazate            |                                                                                               | Ouarzazate                           | 2013     | Courts métrages                              |               | 10    |
| Festival maghrébin du film Oujda                                |                                                                                               | Oujda                                | 2012     | Mixte. Films du Maghreb                      | Site officiel |       |
| Festival international du cinéma d'auteur de Rabat              | (ar) مهرجان الرباط الدولي لسينما المؤلف (en) Rabat International Author Film Festival (FICAR) | Rabat                                | 1994     | Mixte. Cinéma d'auteur                       | Site officiel | 11    |
| Festival national du film                                       | FNF                                                                                           | Rabat                                | 1982     | Films marocains                              | Site officiel |       |
| Festival international du court métrage du Maroc                | (en) Morocco Shorts International Film Festival (FIFM)                                        | Rabat                                | 2019     | Courts métrages marocains et internationaux  | Site officiel |       |
| Festival marocain de la jeunesse                                | (en) Moroccan Youth Film Festival (MYFF)                                                      | Rabat                                | 2022     | Mixte. International                         | Site officiel |       |
| Festival international du film familial de Rabat                | (en) Rabat International Children and Family Film Festival (RICAF)                            | Rabat                                | 2018     | Mixte. International                         | Site officiel | 11    |
| Festival international du film Rabat-Comedy                     | (en) Rabat-Comedy International Film Festival (FIFE)                                          | Rabat                                | 2019     | Festival consacré à la comédie               | Site officiel | 06    |
| Festival marocain du film d'aventure                            | (en) Morocco Adventure Film Festival (MAFF)                                                   | Rabat                                | 2019     | Films d’aventures et de voyages              | Site officiel |       |
| Festival Handifilm de Rabat                                     |                                                                                               | Rabat                                | 2007     | Films sur le handicap                        | Site officiel | 12    |
| Semaines du cinéma européen                                     |                                                                                               | Rabat, Tanger, Casablanca, Marrakech | 1991     | Organisées par l’Union européenne au Maroc   |               | 02-03 |
| Festival Cinéma sans frontières                                 | (fr) Cinéma sans frontières                                                                   | Saidia                               | 2015     | Mixte. Cinéma marocain et international      | Site officiel |       |
| Festival international du film de femmes de Salé                | FIFFS                                                                                         | Salé                                 | 2004     | Cinéma des femmes                            | Site officiel | 09    |
| Festival international Cinéma et la mer                         | (en) Film Festival Cinema & Sea                                                               | Sidi Ifni                            | 2018     | Thématique de la mer                         | Site officiel |       |
| Festival national du film de Tanger                             | (fr) Festival national du film                                                                | Tanger                               | 2008     | Mixte. Cinéma marocain                       | Site officiel |       |
| Festival du Court-Métrage Méditerranéen de Tanger               |                                                                                               | Tanger                               | 2008     | Courts métrages de la Méditerranée           |               |       |
| Festival International des Ecoles de Cinéma de Tetouan          | (en) International Film school Festival of Tetouan (FIDEC)                                    | Tétouan                              | 2015     | Mixte. International, films d'école          | Site officiel | 11    |
| Festival international de Cinéma Méditerranéen de Tétouan       | (en) International Mediterranean Film Festival of Tetouan (FICMT)                             | Tétouan                              | 1995     | Mixte. International                         | Site officiel | 04-05 |
| Festival du documentaire arabe-africain de Zagora               |                                                                                               | Zagora                               | 2012     | Cinéma documentaire                          | Site officiel | 11    |
| Festival international du film transsaharien                    |                                                                                               | Zagora                               | 2013     | Mixte. International                         | Site officiel |       |

## Mauritanie
| Nom                                          | Nom original / international | Ville      | Création | Détails | Site officiel | Mois |
| -------------------------------------------- | ---------------------------- | ---------- | -------- | --- | ------------- | ---- |
| Festival international du film de Nouakchott | FIFN                         | Nouakchott | 2006     | Mixte. Anciennement Semaine nationale du film (SENAF) organisé par la maison des cinéastes, reprise en 2023 | Site officiel |      |

## Mozambique
| Nom                                      | Nom original / international                        | Ville  | Création | Détails                                                                    | Site officiel      | Mois |
| ---------------------------------------- | --------------------------------------------------- | ------ | -------- | -------------------------------------------------------------------------- | ------------------ | ---- |
| Dockanema                                | (ar) أيام قرطاج السينمائية                          | Maputo | 2006     | cinéma documentaire. Pas d'éditions récentes (N'a pas eu lieu depuis 2012) | (pt) Site officiel |      |
| Semaine du cinéma africain du Mozambique | (pt) Semana de Cinema Africano Moçambique           | Maputo | 2016     | En partenariat avec l'Université de Bayreuth (N'a pas eu lieu depuis 2020) | (pt) Site officiel |      |
| Kugoma                                   | (pt) Kugoma - FÓRUM CINEMA MOÇAMBIQUE               | Maputo | 2015     | Courts métrages                                                            | (pt) Site officiel |      |
| Instidoc                                 | (pt) Instidoc - Ciclo do Documentário Institucional | Maputo | 2014     | Documentaires institutionnels des ONG (N'a pas eu lieu depuis 2018)        | (pt) Site officiel |      |

## Namibie
| Nom                                         | Nom original / international                   | Ville      | Création | Détails                                       | Site officiel      | Mois |
| ------------------------------------------- | ---------------------------------------------- | ---------- | -------- | --------------------------------------------- | ------------------ | ---- |
| Festival international du film d'Oranjemund | (en) International Film Festival of Oranjemund | Oranjemund | 2017     | Projections gratuites. Pas d'édition récente. | (en) Site officiel |      |

## Niger
| Nom                                                      | Nom original / international | Ville  | Création | Détails                                      | Site officiel | Mois |
| -------------------------------------------------------- | ---------------------------- | ------ | -------- | -------------------------------------------- | ------------- | ---- |
| Festival Toukountchi                                     |                              | Niamey | 2016     | Mixte. Films africains.                      | Site officiel |      |
| Forum Africain du Film Documentaire de Niamey            |                              | Niamey | 2006     | Mixte. Documentaires africains.              | Site officiel |      |
| Festival du film pour l’environnement                    | FIFEN                        | Niamey | 2005     | Films pour l'environnement. Pas depuis 2008. | Site officiel |      |
| festival international de film sur les droits de l’homme | FIFFIDHO                     | Niamey | 2012     | Promotion des droits humains                 | Site officiel |      |

## Nigeria
Par ordre alphabétique de ville
| Nom                                             | Nom original / international                                  | Ville  | Création | Détails                                                             | Site officiel      | Mois  |
| ----------------------------------------------- | ------------------------------------------------------------- | ------ | -------- | ------------------------------------------------------------------- | ------------------ | ----- |
| ZUMA international Film Festival                | (en) ZUMA international Film Festival                         | Abuja  | 1992     | Mixte. Festival international                                       | (en) Site officiel | 12    |
| Festival international du film d'Abuja          | (en) Abuja International Film Festival                        | Abuja  | 2004     | Mixte. Films africains du Nigeria et de la diaspora africaine       | (en) Site officiel | 10-11 |
| Coal City Film Festival                         | (en) Coal City Film Festival                                  | Enugu  | 2020     | Mixte. Films nigérians                                              | (en) Site officiel | 03    |
| Festival International du Film de Kaduna        | (en) Kaduna International Film Festival                       | Kaduna | 2018     | Mixte. Festival international                                       | (en) Site officiel | 08    |
| Best of Nollywood Awards                        |                                                               | Ikeja  | 2009     | Films nigérians présentés par Best of Nollywood Magazine            | Site officiel      |       |
| Nolly Awards                                    | (en) Nollywood Movies Awards                                  | Lagos  | 2012     | Mixte. Festival de films nigérians organisé par Nollywood Movies TV | Site officiel      |       |
| Festival international du film EKO              | (en) EKO International Film Festival (EKOIFF)                 | Lagos  | 2009     | Mixte. Films internationaux et nigérians                            | (en) Site officiel | 04    |
| Festival international du film de Lagos         | (en) Lagos International Film Festival - (LAGIFF)             | Lagos  | 1995     | Mixte. Festival international                                       | (en) Site officiel |       |
| Lights, Camera Africa Film Festival             | Lights, Camera, Africa! (en)                                  | Lagos  | 2011     | Mixte. Films et débats sur des problèmes de société                 | (en) Site officiel |       |
| Festival international du film africain         | Africa International Film Festival (AFRIFF)                   | Lagos  | 2010     | Mixte. Films africains                                              | (en) Site officiel | 11    |
| Universal Movie Awards                          | (en) Universal Movie Awards                                   | Lagos  | 2020     | Mixte. Trophées internationaux cinéma et télévision                 | (en) Site officiel | 11    |
| The S16 Film Festival                           |                                                               | Lagos  | 2016     | Mixte. Festival indépendant fondé par le Surreal 16 Collective      | (en) Site officiel | 12    |
| Africa International Human Rights Film Festival | (en) Africa International Human Rights Film Festival (AIHRFF) | Lagos  | 2021     | Mixte. Droits de l'homme                                            | (en) Site officiel | 12    |
| Festival du film et du théâtre d'Uyo            | (en) Uyo Film and Theatre Festival                            | Uyo    | 2018     | Mixte. Trophées internationaux cinéma et télévision                 | (en) Site officiel |       |

## Ouganda
| Nom                                      | Nom original / international                  | Ville   | Création | Détails                                             | Site officiel      | Mois  |
| ---------------------------------------- | --------------------------------------------- | ------- | -------- | --------------------------------------------------- | ------------------ | ----- |
| Festival international du film d'Amakula | Amakula International Film Festival (en)      | Kampala | 2004     | Mixte                                               |                    |       |
| Festival du film de l'Ouganda            | (en) Uganda Film Festival (UFF)               | Kampala | 2013     | Mixte                                               | (en) Site officiel | 05-06 |
| Pearl International Film Festival        | (en) Pearl international film Festival (PIFF) | Kampala | 2011     | Mixte. Films ougandais, africains et internationaux | (en) Site officiel |       |
| Festival euro-ougandais du film          | (en) Euro-Uganda Film Festival (EUFF)         | Kampala | 2011     | Mixte. Films ougandais, africains et européens      | (en) Site officiel |       |

## République centrafricaine
| Nom                    | Nom original / international | Ville  | Création | Détails                                                       | Site officiel      | Mois |
| ---------------------- | ---------------------------- | ------ | -------- | ------------------------------------------------------------- | ------------------ | ---- |
| Bangui Fait Son Cinéma | BFSC                         | Bangui | 2020     | Festival international de films africains et afro-descendants | (en) Site officiel | 11   |

## République du Congo
| Nom                                                        | Nom original / international | Ville        | Création | Détails                    | Site officiel      | Mois |
| ---------------------------------------------------------- | ---------------------------- | ------------ | -------- | -------------------------- | ------------------ | ---- |
| Festival international des courts métrages la Pointe-Noire | FICOMP                       | Pointe noire | 2019     | Courts métrages            | (en) Site officiel |      |
| Festival de Films de Femmes Africaines                     | TAZAMA                       | Brazzaville  | 2014     | Films de femmes africaines | (en) Site officiel |      |

## République démocratique du Congo
| Nom                                              | Nom original / international                                                                                 | Ville      | Création | Détails                                  | Site officiel | Mois |
| ------------------------------------------------ | --- | ---------- | -------- | ---------------------------------------- | ------------- | ---- |
| Festival de Bukavu                               | Festbuk | Bukavu     | 2005     | Mixte                                    | Site officiel | 08   |
| Festival international du cinéma des Grands Lacs | FICIGLasbl                                                                                                   | Bukavu     | 2018     | Mixte                                    | Site officiel |      |
| Festival international du film du Congo          | (en) Congo International Film Festival (CIFF), anciennement Salaam Kivu International Film Festival (SKIFF). | Goma       | 2005     | Mixte                                    | Site officiel |      |
| Festival International de Cinéma de Kinshasa     | (en) Kinshasa International Film Festival , FICKIN                                                           | Kinshasa   | 2014     | Mixte. Films congolais et internationaux | Site officiel | 10   |
| Festival du Cinéma au Féminin                    | Women-Focused film festival, CINEF                                                                           | Kinshasa   | 2014     | Films de femmes                          | Site officiel | 08   |
| Festival du Film ya Kelasi                       | FEFIK | Kinshasa   | 2024     | Mixte. cinéma scolaire                   | Site officiel | 03   |
| Festival Kidogo Kidogo Films                     | | Lubumbashi | 2014     | Mixte. Films congolais et africains      | Site officiel |      |

## La Réunion
(territoire à souveraineté spéciale)
| Nom                                                      | Nom original / international | Ville                                   | Création | Détails                                                              | Site officiel | Mois |
| -------------------------------------------------------- | ---------------------------- | --------------------------------------- | -------- | -------------------------------------------------------------------- | ------------- | ---- |
| Festival court derrière                                  |                              | Château Morange, Saint-Denis La Réunion | 2018     | Courts métrages réunionais et des diasporas africaines               | Site officiel | 10   |
| Festival du Film Citoyen de la Réunion                   |                              | Le Port (La Réunion) La Réunion         | 2022     | Mixte. Sur le thème de l’action citoyenne, culturelle et militante   | Site officiel |      |
| Festival du film de femmes                               |                              | Multi-lieux La Réunion                  | 2020     | Mixte. Les conditions de la femme dans le monde                      | Site officiel | 02   |
| Festival International du Film Fantastique de La Réunion | Même pas peur                | Saint-Philippe La Réunion               | 2010     | Cinéma fantastique international                                     | Site officiel | 04   |
| Festival du Film Scientifique                            |                              | Saint-Denis La Réunion                  | 2000     | Mixte. Gratuit                                                       | Site officiel | 12   |
| Festival international du film de l’Education            | FIFE                         | Saint-Pierre La Réunion                 | 2006     | Mixte. Problématiques de l’éducation, de l’enfance et de la jeunesse | Site officiel | 05   |
| Festival du film d'aventure de La Réunion                | Au Bout du Rêve              | Saint-Leu La Réunion                    | 2005     |                                                                      | Site officiel | 05   |
| Festival International du Film de l'Océan Indien         | FIFOI                        | Saint-Paul La Réunion                   | 2024     | Mixte                                                                | Site officiel | 04   |

## Rwanda
| Nom                                 | Nom original / international                          | Ville  | Création | Détails                          | Site officiel      | Mois |
| ----------------------------------- | ----------------------------------------------------- | ------ | -------- | -------------------------------- | ------------------ | ---- |
| Festival du film du Rwanda          | Rwanda Film Festival, Hillywood                       | Kigali | 2005     | Prix principal : Hillywood Award | (en) Site officiel |      |
| Festival du film africain Mashariki | Mashariki African Film Festival (en) (MAFF)           | Kigali | 2014     | Films africains                  | (en) Site officiel | 11   |
| Festival – CinéFEMMES Rwanda        | Urusaro International Women Film Festival (en) (MAFF) | Kigali | 2015     | Films de femmes                  | (en) Site officiel | 06   |
| Kigali CineJunction                 |                                                       | Kigali | 2023     | Sur les esthétiques noires       | (en) Site officiel |      |

## Sao Tomé-et-Principe
| Nom                                                   | Nom original / international                                             | Ville    | Création | Détails                         | Site officiel      | Mois |
| ----------------------------------------------------- | ------------------------------------------------------------------------ | -------- | -------- | ------------------------------- | ------------------ | ---- |
| Festival international du film de São Tomé e Príncipe | (en) São Tomé Festfilm - São Tomé e Príncipe International Film Festival | São Tomé | 2017     | Mixte. Lié au São Tomé Film Lab | (pt) Site officiel | 10   |

## Seychelles
| Nom                                   | Nom original / international | Ville    | Création | Détails                                                                     | Site officiel | Mois |
| ------------------------------------- | ---------------------------- | -------- | -------- | --------------------------------------------------------------------------- | ------------- | ---- |
| Festival régional du film d’éducation | (en) Education Film Festival | Victoria | 2018     | Durant le festival de la jeunesse, films réalisés par de jeunes Seychellois |               |      |

## Sénégal
| Nom                                                 | Nom original / international                          | Ville                  | Création    | Détails | Site officiel | Mois  |
| --------------------------------------------------- | ----------------------------------------------------- | ---------------------- | ----------- | --- | ------------- | ----- |
| Festival de cinéma Image et vie ou « Image et Vie » | Festival de cinéma Image et vie (FESTIV)              | Dakar                  | 2001        | Mixte. Promotion du cinéma sénégalais et africain                                                                 | Site officiel | 11    |
| Dakar courts                                        | Dakar courts                                          | Dakar                  | 2018        | Courts métrages sénégalais et africains                                                                           | Site officiel | 12    |
| Festival des Films Femmes Afrique                   | FFFA                                                  | Dakar                  | 2014        | Films de femmes                                                                                                   | Site officiel | 05    |
| Festival itinérant du film d’animation              | Afrikabok                                             | Dakar                  | 2014        | Mixte. Festival itinérant de cinéma en plein air                                                                  | Site officiel |       |
| Festival Itinérant du Film d’Ecole                  | FIFE                                                  | Dakar                  | 2019        | Films d'écoles du cinéma du Sénégal, de l’Afrique et des autres continents                                        | Site officiel | 05    |
| Festival Kimpa Vita                                 |                                                       | Dakar                  | 2021        | Festival culturel panafricain féministe et éco responsable                                                        | Site officiel |       |
| Dakar Séries                                        | Festival panafricain des séries                       | Dakar                  | 2023        | Festival de la série africaine initié par l’acteur burkinabè Issiaka Sawadogo et la productrice Séraphine Angoula | Site officiel | 10    |
| Rencontres Cinématographiques de Dakar              | Rencontres Cinématographiques de Dakar (RECIDAK)      | Dakar                  | 1990 à 2002 | N'a plus d'édition depuis la reprise de 2018.                                                                     |               |       |
| Festival panafricain du film de Dakar               |                                                       | Dakar                  | 2008        | N'a plus d'édition pour le moment.                                                                                |               |       |
| Festival international du film de quartier de Dakar |                                                       | Dakar                  | 1999        | N'a plus d'édition pour le moment.                                                                                |               |       |
| Festival Moussa                                     | Festival Moussa                                       | Dakar                  | 2018        | Films documentaires (de 15 à 30 min), en français ou sous-titres en français.                                     | Site officiel | 06    |
| Festival à Sahel Ouvert                             | FASO                                                  | Mboumba                | 2010        | Valorisation du patrimoine et accès à la culture en grande ruralité africaine.                                    | Site officiel |       |
| Festival du Film Documentaire de St Louis           | St Louis Docs                                         | Saint-Louis du Sénégal | 2014        | Documentaires sénégalais et africains                                                                             | Site officiel | 04-05 |
| Public Court                                        | Le gala international du court métrage de Saint-Louis | Saint-Louis du Sénégal | 2020        | courts métrages africains, prix du public                                                                         | Site officiel | 06    |
| Cine Fem Fest                                       | African Feminist Film and Research Festival           | Toubab Dialaw          | 2023        | festival féministe                                                                                                | Site officiel | 11    |

## Sierra Leone
| Nom                                            | Nom original / international                     | Ville    | Création | Détails | Site officiel      | Mois |
| ---------------------------------------------- | ------------------------------------------------ | -------- | -------- | ------- | ------------------ | ---- |
| Festival international du film de Sierra Leone | Sierra Leone International Film Festival (SLIFF) | Freetown | 2012     |         | (en) Site officiel |      |

## Somalie
Créé en 1987, le Festival de cinéma panafricain et arabe de Mogadiscio (Mogpaafis) était l'un des principaux festivals africains. Le 22 septembre 2021 est organisée la première projection de cinéma depuis trente ans, avec des films somaliens.
| Nom                   | Nom original / international | Ville                      | Création | Détails                                        | Site officiel      | Mois |
| --------------------- | ---------------------------- | -------------------------- | -------- | ---------------------------------------------- | ------------------ | ---- |
| FilmAid Film Festival |                              | Camp de réfugiés de Dadaab | 2012     | Films des jeunes Somaliens vivant dans le camp | (en) Site officiel | 10   |

## Soudan
| Nom                                    | Nom original / international         | Ville    | Création | Détails                                 | Site officiel      | Mois |
| -------------------------------------- | ------------------------------------ | -------- | -------- | --------------------------------------- | ------------------ | ---- |
| Festival du film indépendant du Soudan | (en) Sudan Independent Film Festival | Khartoum | 2014     | Cinéma indépendant, notamment soudanais | (en) Site officiel |      |

## Soudan du Sud
| Nom                        | Nom original / international | Ville  | Création | Détails                                              | Site officiel      | Mois |
| -------------------------- | ---------------------------- | ------ | -------- | ---------------------------------------------------- | ------------------ | ---- |
| Festival du film de Djouba | (en) Juba Film Festival      | Djouba | 2015     | Mixte. Promotion des droits de l'homme et de la paix | (en) Site officiel |      |

## Tanzanie
| Nom                                              | Nom original / international                                                       | Ville         | Création | Détails                                                                                                   | Site officiel      | Mois |
| ------------------------------------------------ | ---------------------------------------------------------------------------------- | ------------- | -------- | --- | ------------------ | ---- |
| Festival international du film du Zanzibar       | Zanzibar International Film Festival (en) (ZIFF) ou Festival of the Dhow Countries | Zanzibar      | 1997     | Plus important festival de cinéma, de musique et des arts d'Afrique de l'Est – Prix principal : Dhow d'or | (en) Site officiel | 08   |
| Festival du film africain d'Arusha               | (en) Arusha African Film Festival (AAFF)                                           | Arusha        | 2016     | Mixte. | (en) Site officiel |      |
| Festival international du film Sinema Zetu       | (en) Sauti Zetu Film Festival                                                      | Dar es Salaam | 2023     | Flms swahili et internationaux                                                                            | (en) Site officiel | 10   |
| Festival international du film d'animation Kwetu | (en) Kwetu International Animation Film Festival (KIAFF)                           | Dar es Salaam | 2022     | Films d'animation                                                                                         | (en) Site officiel |      |

## Tchad
| Nom                                        | Nom original / international | Ville     | Création | Détails                                | Site officiel      | Mois |
| ------------------------------------------ | ---------------------------- | --------- | -------- | -------------------------------------- | ------------------ | ---- |
| Festival Tchadien de Court-Métrage         | FESTCOUM                     | N’Djamena | 2018     | Courts métrages tchadiens et africains | (en) Site officiel |      |
| Festival du cinéma et de l'audiovisuel Sao | FECAS                        | N’Djamena | 2018     | Cinéma et documentaire africain        | (en) Site officiel |      |

## Togo
| Nom                                             | Nom original / international                          | Ville    | Création | Détails                                        | Site officiel | Mois |
| ----------------------------------------------- | ----------------------------------------------------- | -------- | -------- | ---------------------------------------------- | ------------- | ---- |
| Festival de Cinéma de Lomé                      | (fr) Festival de Cinéma de Lomé (FESCILOM)            | Lomé     | 2014     | Mixte. Avec rencontres et formations           | Site officiel |      |
| Festival de Film Court d’Atakpamé               | (fr) Festival de Film Court d’Atakpamé (FESFICA)      | Atakpamé | 2010     | Courts métrages                                | Site officiel |      |
| Festival du Film Documentaire de Blitta         | (fr) Festival du Film Documentaire de Blitta (FESDOB) | Blitta   | 2014     | Documentaires                                  | Site officiel |      |
| Festival de film grand public du Togo           |                                                       | Lomé     | 2019     | Promotion du cinéma commercial                 | Site officiel | 05   |
| Festival Emergence                              | (fr) Festival Emergence                               | Lomé     | 2014     | Mixte.                                         | Site officiel |      |
| Festival Africain des Films de Femmes Cineastes | FAFFCI                                                | Lomé     | 2018     | Mixte. Films de femmes d'Afrique et d'ailleurs | Site officiel |      |
| Festival De Cinéma Des Monts Kabyè              | FECIMONKA                                             | Kara     | 2023     | Mixte. Formations diverses                     | Site officiel | 09   |
| Festival international Gbaka Animation          | FIGA                                                  | Lomé     | 2024     | Animation                                      | Site officiel | 10   |

## Tunisie
Par ordre alphabétique de ville
| Nom                                                                      | Nom original / international                                        | Ville      | Création | Détails | Site officiel | Mois  |
| ------------------------------------------------------------------------ | ------------------------------------------------------------------- | ---------- | -------- | --- | ------------- | ----- |
| Journées cinématographiques de Carthage (JCC)                            | (ar) أيام قرطاج السينمائية (en) Carthage Film Festival              | Carthage   | 1966     | Festival régional dont les films éligibles doivent avoir un réalisateur originaire d'Afrique ou du Moyen-Orient – Prix principal : Tanit d'or | Site officiel |       |
| Journées du documentaire de Douz - Les Caravanes Documentaires           | (en) Douz Docs Days (JDD)                                           | Douz       | 2011     | Films documentaires | Site officiel |       |
| Festival du Cinéma Méditerranéen Manarat                                 |                                                                     | Hammam-Lif | 2019     | Projections sur les plages | Site officiel |       |
| Regards de Femmes                                                        | (ar) بعيونهن (en) Cinematographic Framework of Hergla               | Hammamet   | 2017     | Festival consacré aux femmes réalisatrices | Site officiel |       |
| Gabès Cinéma Fen                                                         |                                                                     | Gabès      | 2017     | Cinéma, art vidéo et réalité virtuelle | Site officiel | 04-05 |
| Journées Cinématographiques Méditerranéennes de Chenini                  | JCMC-Gabès                                                          | Gabès      | 2005     | A l'oasis de Chenini à Gabès. Mixte. | Site officiel |       |
| Rencontres cinématographiques de Hergla                                  | (ar) ملتقى هرقلة السينمائي (en) Cinematographic Framework of Hergla | Hergla     | 2005     | Films de pays africains et méditerranéens | Site officiel |       |
| Festival international du film amateur de Kélibia (en)                   | FIFAK                                                               | Kélibia    | 1964     | Organisé par la Fédération Tunisienne des Cinéastes Amateurs                                                                                  | Site officiel | 08    |
| Festival du Court au Kef                                                 | FCKEF                                                               | Le Kef     | 2016     | Courts métrages. Initiative de l’Association des Arts pour le Cinéma et le Théâtre du Kef                                                     | Site officiel |       |
| Festival international du film Documentaire et court métrage de Médenine | FIFDOC                                                              | Médenine   | 2014     | Courts métrages et documentaire, compétitif                                                                                                   | Site officiel | 11    |
| Cinétoile                                                                |                                                                     | Nabeul     | 2018     | Projections gratuites de courts métrages | Site officiel | 07    |
| Festival International du Film pour l'Enfance et la Jeunesse             | FIFEJ                                                               | Sousse     | 1991     | Festival historique, films de jeunesse | Site officiel |       |
| Festival International des vidéos de sensibilisation                     | FIVS                                                                | Sousse     | 2021     | Vidéos de sensibilisation | Site officiel | 08    |
| Festival international du film de Tozeur                                 | (en) Tozeur International Film Festival                             | Tozeur     | 2017     | Festival consacré aux femmes réalisatrices | Site officiel |       |
| Festival du Film Éducatif de Santé                                       | (en) International Health Awareness Film Festival (FFES)            | Tunis      | 2019     | Films éducatifs de santé à la Cité de la Culture                                                                                              | Site officiel | 11    |
| Festival du film queer de Mawjoudin                                      |                                                                     | Tunis      | 2018     | films et d'arts LGBTQI+ organisé par Mawjoudin                                                                                                | Site officiel |       |
| Festival du Cinéma Documentaire Méditerranéen en Tunisie                 |                                                                     | Tunis      | 2021     | Documentaires méditerranéens | Site officiel | 04    |
| Panorama International Short Film Festival                               | PISFF                                                               | Tunis      | 2014     | Courts métrages | Site officiel | 02    |
| Festival international des droits de l'homme                             | (en) Human Screen Festival Child (HSFC)                             | Tunis      | 2005     | | Site officiel | 09    |

## Zambie
| Nom                                                        | Nom original / international                                             | Ville  | Création | Détails                                | Site officiel      | Mois |
| ---------------------------------------------------------- | ------------------------------------------------------------------------ | ------ | -------- | -------------------------------------- | ------------------ | ---- |
| Festival international du film de Zambie Shungu Namutitima | (en) Shungu Namutitima International Film Festival of Zambia (SHUNAFFoZ) | Lusaka | 1997     | Mixte                                  | (en) Site officiel |      |
| Festival du court métrage de Zambie                        | (en) Zambia Short Film Festival                                          | Lusaka | 2013     | Courts métrages                        | (en) Site officiel | 08   |
| Festival international du film de Zambie Sotambe           | (en) SOTAMBE Zambia International Film Festival (ZAMIFF)                 | Ndola  | 2014     | Cinéma et télévision, Afrique australe | (en) Site officiel | 09   |

## Zimbabwe
| Nom                                         | Nom original / international                             | Ville  | Création | Détails                          | Site officiel      | Mois |
| ------------------------------------------- | -------------------------------------------------------- | ------ | -------- | -------------------------------- | ------------------ | ---- |
| Festival international du film du Zimbabwe  | (en) Zimbabwe International Film Festival (ZIFF)         | Harare | 1998     | Mixte. International et africain | (en) Site officiel |      |
| Festival international du cinéma des femmes | (en) International Images Film Festival for Women (IIFF) | Harare | 2003     | Cinéma des femmes                | (en) Site officiel | 11   |
| Varsity Film Expo                           | (en) Varsity Film Expo                                   | Harare | 2022     | Festival universitaire           | (en) Site officiel |      |

## Festivals de cinéma africain hors du continent
Ne sont retenus ici que les festivals dont le programme comporte un nombre significatif de films en provenance d'Afrique et de ses diasporas.

### France
Par ordre alphabétique de ville
| Nom                                                        | Nom original / international                                     | Ville (Pays)                                        | Création | Détails                                                                                           | Site officiel | Mois  |
| ---------------------------------------------------------- | ---------------------------------------------------------------- | --------------------------------------------------- | -------- | ------------------------------------------------------------------------------------------------- | ------------- | ----- |
| Festival du Film Francophone d’Albi                        | Les Œillades                                                     | Albi                                                | 1997     | Mixte.                                                                                            | Site officiel | 11    |
| Festival international du film d'Amiens                    | FIFAM                                                            | Amiens                                              | 1980     | Mixte. Large place aux films africains                                                            | Site officiel | 11    |
| Festival Cinémas d'Afrique                                 | Festival international du film africain                          | Angers                                              | 2004     | Mixte. Biennal                                                                                    | Site officiel | 05    |
| Festival du film francophone d'Angoulême                   | FFA                                                              | Angoulême                                           | 2007     | Mixte                                                                                             | Site officiel | 08-09 |
| Festival des Cinémas d'Afrique du pays d'Apt               | FCAPA                                                            | Apt                                                 | 2003     | Mixte                                                                                             | Site officiel | 11    |
| Ẅ XOOL Festival                                            |                                                                  | Aubervilliers                                       | 2020     | Biennal. courts métrages de réalisatrices afrodescendantes                                        | Site officiel | 10    |
| Maghreb, Si loin… Si proche                                |                                                                  | Aude, Pyrénées-Orientales                           | 1996     | Mixte. Association Cinémaginaire                                                                  | Site officiel | 01    |
| Lumières d'Afrique                                         |                                                                  | Besançon                                            | 1996     | Mixte. Né de la volonté de 18 associations                                                        | Site officiel | 11    |
| Festival international du film indépendant                 | Cinémondes                                                       | Berck-sur-Mer                                       | 2004     | Précédemment à Lille. Mixte. Nombreux films africains                                             | Site officiel | 10    |
| Afriques en vision                                         |                                                                  | Bordeaux                                            | 2021     | Musique, cinéma et conférences                                                                    | Site officiel | 11-12 |
| Africajarc                                                 |                                                                  | Cajarc                                              | 1999     | Mixte                                                                                             | Site officiel | 07    |
| Festival international du film panafricain                 | FIFP                                                             | Cannes                                              | 2003     | Mixte                                                                                             | Site officiel | 10    |
| Cinéalma                                                   | Rencontres cinématographiques CinéAlma, l'âme de la Méditerranée | Carros                                              | 2008     | Mixte. Cinéma méditerranéen                                                                       | Site officiel |       |
| Ciné Bala                                                  | Ciné Bala : Festival des cinémas d'Afrique                       | Chambéry                                            | 2014     | Mixte.                                                                                            | Site officiel | 01    |
| Festival du court métrage de Clermont-Ferrand              | ISFF                                                             | Clermont-Ferrand                                    | 1990     | Courts métrages. Sélection Regards d'Afrique et films d'Afrique dans les compétitions             | Site officiel | 01-02 |
| Festival du film arabe de Fameck                           | Festival du Film arabe de Fameck/Val de Fensch                   | Fameck                                              | 1990     | Mixte. Cinéma arabe                                                                               | Site officiel | 10    |
| Festival régional et international du cinéma de Guadeloupe | FEMI                                                             | Lamentin Guadeloupe                                 | 1992     | Mixte. Cinémas des Caraïbes                                                                       | Site officiel | 04    |
| CineVision Sud Film Festival                               | CinéVision Sud                                                   | Lamentin Guadeloupe                                 | 2018     | Mixte. films des Antilles-Guyane, des Outre-mer, de la Grande Caraïbe et de l’Afrique Francophone | Site officiel |       |
| Festival du Film francophone pour la Jeunesse              |                                                                  | Les Mureaux                                         | 2022     | Mixte.                                                                                            | Site officiel | 02    |
| Festival Cinémas du Sud                                    | Regard Sud                                                       | Lyon                                                | 1999     | Mixte. Cinémas du Maghreb et du Moyen-Orient                                                      | Site officiel | 04    |
| Visions d'Afrique                                          |                                                                  | Marennes (Charente-Maritime), Saint-Pierre-d'Oléron | 2009     | Mixte.                                                                                            | Site officiel | 10    |
| Festival Aflam                                             | Rencontres internationales des cinémas arabes                    | Marseille                                           | 1978     | Mixte.                                                                                            | Site officiel | 04    |
| Festival internationale du film documentaire de Martinique | Les Révoltés du Monde (FIFDM)                                    | Martinique                                          | 2016     | Histoire et la culture des afro-descendants                                                       | Site officiel | 04    |
| Festival du cinéma méditerranéen de Montpellier            | Cinemed                                                          | Montpellier                                         | 1978     | Mixte. Cinéma méditerranéen                                                                       | Site officiel | 10    |
| Festival des 3 Continents                                  |                                                                  | Nantes                                              | 1978     | Mixte                                                                                             | Site officiel | 11    |
| Festival du film franco-arabe                              | FFFA                                                             | Noisy-le-Sec                                        | 2011     | Mixte. Liens entre les cultures française et arabe                                                | Site officiel | 11    |
| Festival international des films de la diaspora africaine  | FIFDA                                                            | Paris                                               | 2010     | Mixte                                                                                             | Site officiel |       |
| Kreyol international film festival                         | Kiff                                                             | Paris                                               | 2023     | Mixte. Mettre en lumière les langues créoles                                                      | Site officiel | 09    |
| Seytou Africa                                              | Regards d'Afrique en wolof                                       | Paris                                               | 2019     | Documentaires africains                                                                           | Site officiel |       |
| Festival du cinéma nigérian                                | NollywoodWeek Film Festival                                      | Paris                                               | 2013     | Cinéma nigérian uniquement                                                                        | Site officiel | 05    |
| L'Afrique fait son cinéma                                  | Festival international du film africain                          | Paris                                               | 2021     | Mixte                                                                                             | Site officiel | 07-08 |
| Maghreb des films                                          |                                                                  | Paris                                               | 2009     | Mixte. Films du Maghreb                                                                           | Site officiel | 06    |
| Panorama des cinémas du Maghreb et du Moyen-Orient         | PCMMO                                                            | Paris                                               | 2005     | Mixte. À Paris et en Seine-Saint-Denis                                                            | Site officiel | 02-03 |
| Africlap                                                   | Cinémas d'Afrique                                                | Toulouse                                            | 2013     | Mixte. Toulouse et Occitanie                                                                      | Site officiel | 11    |
| Ciné Regards Africains                                     | Afrique sur Bièvre - Ciné Regards Africains                      | Val-de-Marne                                        | 2009     | Mixte                                                                                             | Site officiel | 11-12 |
| Festival du film court francophone de Vaulx-en-Velin       | Un poing c'est court                                             | Vaulx-en-Velin                                      | 2000     | Courts métrages francophones                                                                      | Site officiel | 01    |
| Festival cinémas et musiques d'Afrique                     |                                                                  | Vendôme                                             | 2022     | Mixte. Initié par l'association Afrivision                                                        | Site officiel |       |

### Reste de l'Europe
Par ordre alphabétique de pays
| Nom                                                       | Nom original / international                                                                    | Ville (Pays)                         | Création | Détails                                                                                   | Site officiel      | Mois  |
| --------------------------------------------------------- | ----------------------------------------------------------------------------------------------- | ------------------------------------ | -------- | ----------------------------------------------------------------------------------------- | ------------------ | ----- |
| Afrikamera                                                | (de) Afrikamera - Aktuelles Kino aus Afrika                                                     | Berlin Allemagne                     | 2007     | Mixte. Thématique annuelle                                                                | (de) Site officiel | 11    |
| Festival du film arabe de Berlin                          | (de) Alfilm                                                                                     | Berlin Allemagne                     | 2009     | Mixte.                                                                                    | (de) Site officiel | 04    |
| Festival de films africains de Cologne                    | (de) Afrika Film Festival Köln                                                                  | Cologne Allemagne                    | 1988     | Mixte.                                                                                    | (de) Site officiel | 11    |
| Africa Alive Festival                                     |                                                                                                 | Francfort-sur-le-Main Allemagne      | 1994     | Mixte, avec un focus annuel.                                                              | (de) Site officiel | 02    |
| Festival du cinéma africain d'Hambourg                    | (de) Augen Blicke Afrika - Afrikanischen Filmfestival Hamburg                                   | Hambourg Allemagne                   | 2012     | Mixte.                                                                                    | (de) Site officiel | 11    |
| African Encounters                                        |                                                                                                 | Munich Allemagne                     | 2013     | Documentaires. Anciennement Africa Day, annexe de DOK.fest München                        | (de) Site officiel | 05    |
| Arabisches Filmfestival Tübingen                          |                                                                                                 | Tübingen Allemagne                   | 2004     | Mixte. Cinéma arabe                                                                       | (de) Site officiel | 10    |
| Afrika Filmfestival                                       |                                                                                                 | Louvain Belgique                     | 1996     | Mixte. Afrique et diasporas                                                               | (en) Site officiel | 04-05 |
| Festival International du Film Francophone de Namur       | FIFF                                                                                            | Namur Belgique                       | 1986     | Mixte. Cinéma francophone                                                                 | (en) Site officiel | 09-10 |
| Festival Cinéma Méditerranéen de Bruxelles                | Cinemamed                                                                                       | Bruxelles Belgique                   | 1989     | Mixte. Cinéma méditerranéen                                                               | (en) Site officiel | 11-12 |
| Festival du Cinéma Arabe                                  | Aflam du Sud                                                                                    | Bruxelles Belgique                   | 2012     | Mixte. Cinéma arabe                                                                       | (en) Site officiel | 09-10 |
| Festival du cinéma africain de Tarifa-Tanger              | Festival de Cine Africano de Tarifa-Tánger Festival of African Cinema (FCAT)                    | Tarifa Espagne                       | 2004     | Mixte. Anciennement connu sous le nom festival de cinéma africain de Tarifa ou de Cordoue | (es) Site officiel | 05-06 |
| Afrikaldia. Festival basque de cinémas d'Afrique          | (eu) Afrika Zinemen Euskal Jaialdia Afrikaldia. Festival basque de cinémas d'Afrique (es) (AFK) | Vitoria-Gasteiz, Pays basque Espagne | 2021     | Mixte. Compétitif                                                                         | (es) Site officiel | 10    |
| Festival du film arabe et méditerranéen de la Catalogne   | (ca) Mostra de Cinema Àrab i Mediterrani de Catalunya                                           | Barcelone Espagne                    | 2006     | Mixte. Organisé par Sodepau, association de solidarité                                    | (ca) Site officiel | 11    |
| Festival itinérant de Cinémas Africains de Catalogne      | (ca) Festival Itinerant de Cinemes Africans de Catalunya (FICAC)                                | Catalogne Espagne                    | 2022     | Mixte.                                                                                    | (ca) Site officiel |       |
| Festival Wallay!                                          | (ca) festival de cinema africà de Barcelona                                                     | Barcelone Espagne                    | 2018     | Mixte.                                                                                    | (ca) Site officiel | 06-11 |
| Festival du cinéma d'Afrique, d'Asie et d'Amérique latine | Festival del Cinema Africano d’Asia e America Latina (FESCAAAL)                                 | Milan Italie                         | 1991     | Mixte. Organisé par l'Associazione Centro Orientamento Educativo (it) (COE)               | (it) Site officiel | 05    |
| AfryKamera                                                | African Film Festival in Poland                                                                 | Varsovie Pologne                     | 2006     | Mixte.                                                                                    | (en) Site officiel | 11    |
| Festival Film Africa                                      |                                                                                                 | Londres Royaume-Uni                  | 2011     | Mixte. Organisé par la Royal African Society. Biennal                                     | (en) Site officiel | 10-11 |
| London International Pan-African Film Festival            | London PAFF                                                                                     | Londres Royaume-Uni                  | 2023     | Mixte.                                                                                    | (en) Site officiel | 10    |
| L'Afrique en films                                        | Africa in Motion (en)                                                                           | Edimbourg, Ecosse Royaume-Uni        | 2006     | Mixte. Créé par l'universitaire Lizelle Bisschoff                                         | (en) Site officiel | 08-09 |
| Festival de films africains de Cambridge                  | Cambridge African Film Festival (en) (CAFF)                                                     | Cambridge Royaume-Uni                | 2002     | Mixte. Adossé au Cambridge Film Festival                                                  | (en) Site officiel |       |
| Festival CinemAfrica                                      | CinemAfrica Filmfestival                                                                        | Stockholm Suède                      | 1998     | Mixte. Le plus grand festival de films d'Afrique en Europe du Nord                        | (sv) Site officiel | 10    |
| Festival du Film Arabe de Malmö                           | MAFF                                                                                            | Malmö Suède                          | 2011     | Mixte. Cinémas arabes                                                                     | (sv) Site officiel | 04    |
| Festival cinémas d'Afrique                                |                                                                                                 | Lausanne Suisse                      | 2007     | Mixte. Films, débats et tables rondes                                                     | (sv) Site officiel | 08    |
| Festival international du film oriental de Genève         | FIFOG                                                                                           | Genève Suisse                        | 2005     | Mixte. Cinéma arabe                                                                       | (sv) Site officiel | 06    |
| International Arab Film Festival Zürich                   | FIFOG                                                                                           | Zurich Suisse                        | 2012     | Mixte. Cinéma arabe                                                                       | (sv) Site officiel | 04    |

### Reste du monde
Par ordre alphabétique de pays, et de ville dans le pays
| Nom                                              | Nom original / international                         | Ville (Pays)                                                                        | Création | Détails                                       | Site officiel      | Mois  |
| ------------------------------------------------ | ---------------------------------------------------- | ----------------------------------------------------------------------------------- | -------- | --------------------------------------------- | ------------------ | ----- |
| Africa Film Fest Australia                       |                                                      | Sydney Australie                                                                    | 2024     | Mixte                                         | (en) Site officiel | 07    |
| South African Film Festival                      | SAFF                                                 | Sydney Australie, Vancouver, Toronto Canada, Nouvelle-Zélande, San Diego États-Unis | 2019     | Mixte                                         | (en) Site officiel | 05    |
| Mostra de Cinemas Africanos                      |                                                      | São Paulo Brésil                                                                    | 2018     | Mixte                                         | (pt) Site officiel | 09    |
| Festival du film africain de Manitoba            | (en) African Movie Festival in Manitoba              | Winnipeg Canada                                                                     | 2018     | Mixte                                         | (en) Site officiel | 09    |
| Vues d'Afrique                                   |                                                      | Montréal Canada                                                                     | 1985     | Mixte. Festival historique                    | Site officiel      | 04    |
| Festival International du Film Black de Montréal |                                                      | Montréal Canada                                                                     | 2004     | Mixte                                         | Site officiel      | 09    |
| Festival Fondu au Noir                           | (en) Festival Fade to Black                          | Montréal Canada                                                                     | 2011     | Mixte. Durant le Mois de l'histoire des Noirs | Site officiel      | 02    |
| Festival du film africain de Quibdó              | Quibdó African Film Festival                         | Quibdó Colombie                                                                     | 2019     | Mixte                                         | (en) Site officiel | 09    |
| African Film Festival Atlanta                    | AFFA                                                 | Atlanta États-Unis                                                                  | 2020     | Mixte.                                        | (en) Site officiel | 09    |
| Black Film Festival Atlanta                      |                                                      | Atlanta États-Unis                                                                  | 2020     | Mixte.                                        | (en) Site officiel | 10    |
| Black Harvest Film Festival                      |                                                      | Chicago États-Unis                                                                  | 1994     | Mixte. Films nationaux et de la diaspora      | (en) Site officiel | 11    |
| The African Film Festival                        | The African Film Festival (TAFF)                     | Dallas États-Unis                                                                   | 2014     | Mixte.                                        | (en) Site officiel | 06    |
| New York African Film Festival                   | African Film Festival, Inc. (en) (AFF)               | New-York États-Unis                                                                 | 1990     | Mixte.                                        | (en) Site officiel | 05    |
| African Diaspora International Film Festival     | New-York African Diaspora Film Festival (en) (ADIFF) | New-York États-Unis                                                                 | 1993     | Mixte.                                        | (en) Site officiel | 05    |
| Festival panafricain du film de Los Angeles      | Pan African Film Festival (PAFF)                     | Los Angeles États-Unis                                                              | 1992     | Mixte.                                        | (en) Site officiel | 02    |
| Cascade Festival of African Films                |                                                      | Portland (Oregon) États-Unis                                                        | 1991     | Mixte. Festival historique                    | (en) Site officiel | 02-03 |
| Festival du film noir de San Diego               | San Diego Black Film Festival (en)                   | San Diego États-Unis                                                                | 2002     | Mixte. Anciennement Noir Film Festival        | (en) Site officiel | 01-02 |
| Silicon Valley African Film Festival             | Silicon Valley African Film Festival (en) SVAFF      | San José États-Unis                                                                 | 2000     | Mixte. Films d'Afrique                        | (en) Site officiel | 10    |
| New African Film Festival                        | NAFF                                                 | Silver Spring États-Unis                                                            | 2004     | Mixte. Cinéma africain contemporain           | (en) Site officiel | 03    |
| Rencontres Cinématographiques Du DMV             |                                                      | Silver Spring États-Unis                                                            | 2024     | Films ACP en français                         | (en) Site officiel | 11    |
| Festival du film africain de Tel-Aviv            | ATESIB                                               | Tel-Aviv Israël                                                                     | 2018     | Mixte. Cinéma africain contemporain           | (en) Site officiel |       |